# Yumilka Ruiz
Yumilka Daysi Ruíz Luaces (Camagüey, 8 de mayo de 1978) es una exjugadora de voleibol cubana. Desde el año 1996 hasta 2008 participó en 4 Juegos Olímpicos,  consiguiendo un total de tres medallas olímpicas, dos de ellas de oro. 